# Pettufjärden
Pettufjärden är en fjärd i Finland. Den ligger i landskapet Egentliga Finland, i den sydvästra delen av landet, 110 km väster om huvudstaden Helsingfors.
Pettufjärden ligger mellan Utö i väster och Pettu i öster. Den ansluter till Orvlaxfjärden i söder och Ekholmsfjärden i norr.